# Světí
Světí (německy Swiet) je obec v okrese Hradec Králové v Královéhradeckém kraji. Leží sedm kilometrů severně od města Hradec Králové. Žije zde 346 obyvatel.

## Historie

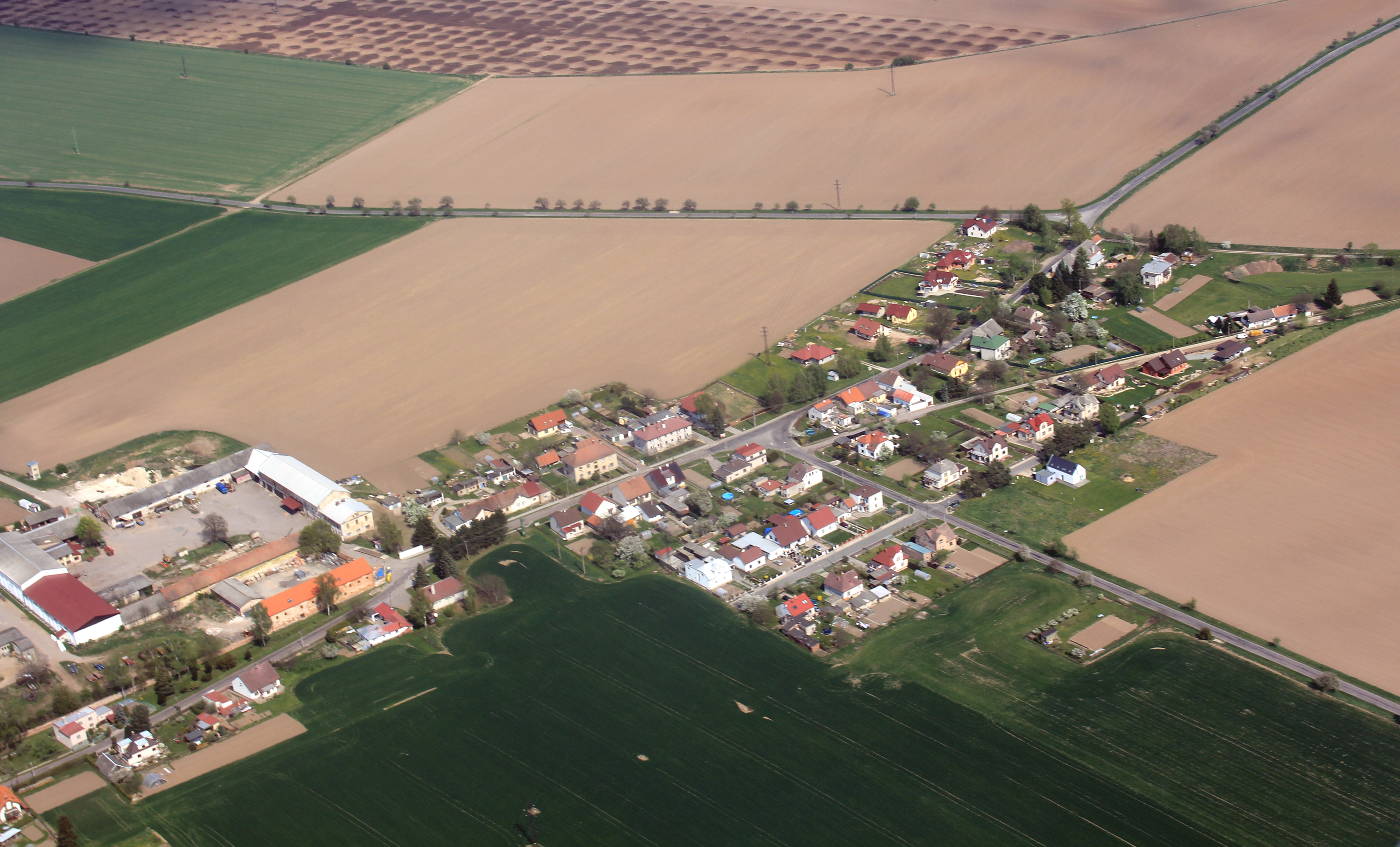
letecký snímek, východní část

První písemná zmínka o obci pochází roku 1360.

## Obyvatelstvo
| Rok            | 1869 | 1880 | 1890 | 1900 | 1910 | 1921 | 1930 | 1950 | 1961 | 1970 | 1980 | 1991 | 2001 | 2011 | 2021 |
| -------------- | ---- | ---- | ---- | ---- | ---- | ---- | ---- | ---- | ---- | ---- | ---- | ---- | ---- | ---- | ---- |
| Počet obyvatel | 428  | 437  | 434  | 408  | 447  | 422  | 428  | 411  | 378  | 342  | 299  | 251  | 251  | 291  | 323  |
| Počet domů     | 56   | 56   | 57   | 57   | 53   | 53   | 67   | 74   | 75   | 79   | 75   | 82   | 83   | 94   | 101  |

## Obecní správa
Mezi lety 1869–1960 Světí bylo obcí v okrese Hradec Králové (1869–1930) a později v okrese Hradec Králové-okolí. Od 1. ledna 1961 do 23. listopadu 1990 patřilo jako část obce k Všestarům a od 24. listopadu 1990 je opět samostatnou obcí.

### Obecní symboly
Znak a vlajka byly obci uděleny rozhodnutím předsedy Poslanecké sněmovny Parlamentu České republiky dne 22. listopadu 2001.

## Pamětihodnosti
- Kostel svatého Ondřeje
- Hospoda Zavadilka

## Významní rodáci
- Ing. Josef Vencl